# Русский филологический вестник
«Русский филологический вестник» (в сокращении «РФВ») — языковедческий и историко-литературный журнал, издававшийся в 1879—1918 годах.

## История издания
Русскоязычный журнал «Русский филологический вестник» как периодическое печатное издание издавался в Варшаве во времена нахождения Польши в составе Российской империи (с № 3 за 1915 год он из-за военных действий Первой мировой войны был эвакуирован, и печатался в Москве, Петрограде и Казани). Журнал выходил по четыре номера в год (два номера составляли том). Всего с 1879 по 1917 годы было издано 78 томов вестника (I—LXXVIII).
Журнал субсидировался Министерством народного просвещения Российской империи, отражая курс на объединение зарубежных «славянских племен» под русским покровительством. Этим объясняется особое внимание журнала к языкам и литературам южных славян, заигрывание с польской культурной общественностью и двойственное отношение к «малороссийской» культуре.
Журнал был посвящён, как объявляла его редакция, изучению языка, народной поэзии, древней и новой литературы славянских племен, и преимущественно русского народа.
Большого распространения «Русский филологический вестник» не имел. В 1880 году у него было 124 подписчика, в 1910 году их стало 250. И это были почти исключительно учебные заведения. Журнал изначально не являлся коммерческим предприятием (авторам гонорар не полагался).
«Русский филологический вестник» был основан в 1879 году профессором М. А. Колосовым, ставшим его первым редактором-издателем. После его смерти редактором стал профессор А. И. Смирнов (с № 3 1880 года), а затем профессор Е. Ф. Карский (с 1905 года), при котором программа журнала значительно расширилась. «Русский филологический вестник» стал вторым специализированным филологическим изданием после журнала «Филологические записки», издававшегося в Воронеже под редакцией А. А. Хованского с 1860 года.
Многие из статей «Русского филологического вестника» составляют ценный вклад в науку; таковы в особенности два труда A. A. Потебни — «Объяснение малорусских и сродных песен» (1882—1883) и «Обзор поэтических мотивов колядок и щедровок» (1884—1887).
В «Русском филологическом вестнике» были напечатаны две диссертации профессора М. Г. Халанского — «Великорусские былины киевского цикла» (1884—1885) и «Южно-славянские сказания о кралевиче Марке в связи с произведениями русского былевого эпоса» (1892—1895); исследования профессора И. П. Созоновича — «Песни о девушке-воине и былины о Ставре Годиновиче» (1885—1886), и профессора В. Н. Мочульского — «Историко-литературный анализ стиха о Голубиной книге» (1886—1887); «Курс русской грамматики» — профессора В. А. Богородицкого (1883—1887); его же, «Краткий очерк сравнительной грамматики индоевропейских языков» (1892, 1894); диссертации профессора Г. К. Ульянова — «Основы настоящего времени в литовском и старославянском языках» (1888) и «Значение глагольных основ в литовско-славянском языке» (1890—1891).
Кроме упомянутых сотрудников, в «Русском филологическом вестнике» принимали участие С. К. Булич, А. С. Будилович, Р. Ф. Брандт, И. В. Благовещенский, И. А. Бодуэн де Куртенэ, К. Я. Грот, Я. К. Грот, П. А. Кулаковский, Л. Н. Майков, В. В. Макушев, В. Н. Мочульский, Л. С. Некрасов, Н. Ф. Сумцов («Этюды о Пушкине», в 1893, 1894, 1895, 1896 и 1897 годах), А. И. Соболевский, А. А. Потебня, А. Л. Погодин, А. А. Шахматов и другие.
В «Педагогическом отделе» помещено много статей по методике преподавания русского языка, разборов учебников, биографий выдающихся русских педагогов. Наиболее деятельным сотрудником этого отдела являлся В. К. Истомин, напечатавший ряд статей о «главнейших особенностях языка и слога произведений Державина, Жуковского, Батюшкова, Лермонтова, Грибоедова, Пушкина, Капниста, Богдановича, Крылова, Кантемира, Баратынского, Ломоносова, Карамзина, Дмитриева, Гоголя, Фонвизина, Озерова, Хераскова, Сумарокова и Екатерины II» (1893—1898).
С 1907 в «Русском филологическом вестнике» печатались труды Московской диалектологической комиссии. 
Указатель статей «Русского филологического вестника» за первое десятилетие был приложен к № 3—4 за 1888 год, за второе десятилетие — к № 3—4 за 1898 год.